# اس‌اس ناتیلوس
اس‌اس ناتیلوس (به انگلیسی: SS Nautilus) یک کشتی بود. این کشتی در سال ۱۹۱۳ ساخته شد.